# Robert Chambers (Physiker)
Robert G. Chambers (1924 – 17. Dezember 2016) war ein britischer Physiker. Er war Professor an der University of Bristol.
Chamber wurde 1994 mit der Hughes-Medaille der Royal Society für seine zahlreichen Beiträge im Bereich der Festkörperphysik ausgezeichnet, speziell für ein Experiment aus dem Jahre 1960, welches den Aharonov-Bohm-Effekt nachweist. 1969 wurde er Fellow der American Physical Society.

## Schriften
- Electrons in metals and semiconductors. Chapman and Hall, London 1990, ISBN 978-0-412-36840-0.